# Volleyball World Beach Pro Tour
De Volleyball World Beach Pro Tour is een internationale beachvolleybalcompetitie. De competitie bestaat uit een reeks toernooien die verspreid over het jaar in verschillende steden wereldwijd gehouden worden. De overkoepelende organisatie is in handen van Volleyball World dat een samenwerking is tussen de wereldvolleybalbond (FIVB) en de investeerder CVC Capital Partners. Het eerste seizoen werd gespeeld in 2022 en de competitie verving daarmee de FIVB World Tour die van 1989 tot en met 2021 werd gehouden.

## Opzet
Binnen de Beach Pro Tour wordt er onderscheid gemaakt in drie niveaus: Elite16, Challenge en Future. Het hoogste niveau bestaat uit de Elite16-toernooien. Hier treden per geslacht de zestien hoogstgeplaatste teams op de wereldranglijst aan en er zijn geen kwalificatietoernooien. Het prijzengeld bedraagt minstens 300.000 dollar. Vervolgens komen de Challenge-toernooien waar per geslacht 24 teams aan deelnemen en waar kwalificaties aan voorafgaan. Het prijzengeld bedraagt ten minste 150.000 dollar. Beachvolleybalkoppels kunnen er bovendien punten behalen voor de wereldranglijst en zich op die manier plaatsen voor Elite16-toernooien. De Challenge-toernooien zijn vergelijkbaar met de 3- en 4-sterren-toernooien uit de World Tour. Ten slotte zijn er de Future-toernooien waaraan zestien teams per geslacht meedoen. Het prijzengeld bedraagt 10.000 dollar en de toernooien zijn vergelijkbaar met de 1- en 2-sterren-toernooien uit de World Tour. Het seizoen wordt afgesloten met de Beach Pro Tour Finals – de opvolger van de World Tour Finals – waar de tien beste teams per geslacht aan deelnemen.